# Adlinda

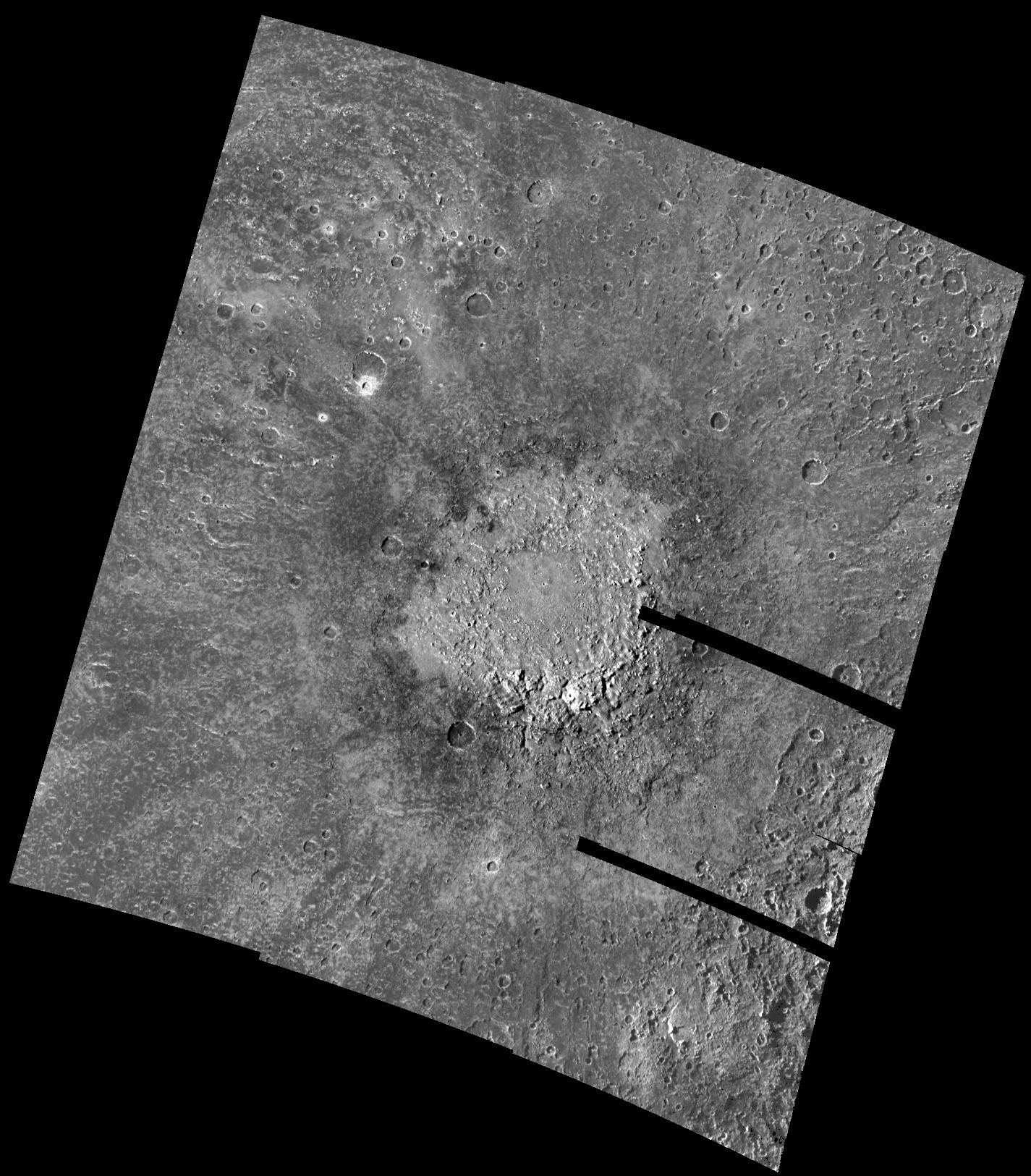
Le cratère Lofn est au centre de l'image. Dans le coin en haut à gauche, la structure multi-annulaire d'Adlinda est légèrement visible.

Adlinda est le troisième plus grand cratère d'impact multi-annulaire de Callisto. Il mesure environ 1000 km de diamètre. Il est situé dans l'hémisphère sud de Callisto. Son nom est issu de la mythologie inuit.
Le jeune et grand cratère d'impact Lofn est superposé à Adlinda. Les dépôts brillants de ce cratère couvrent environ 30 % de la surface d'Adlinda ce qui gêne l'étude de ce dernier.